# Der Gigant aus dem All
Der Gigant aus dem All (Originaltitel: The Iron Giant) ist ein Science-Fiction-Animationsfilm aus dem Jahr 1999 von Brad Bird, der zusammen mit Tim McCanlies auch das Drehbuch schrieb. Der Film startete am 16. Dezember 1999 in den deutschen Kinos.
Der Film basiert auf dem Buch Der Eisenmann (The Iron Man, 1968) des Schriftstellers Ted Hughes.

## Handlung
Der neunjährige Hogarth Hughes lebt zusammen mit seiner Mutter Annie, die im örtlichen Diner arbeitet, in dem beschaulichen Küstenstädtchen Rockwell im Bundesstaat Maine in den USA des Jahres 1957, zur Zeit der Paranoia eines möglichen sowjetischen Erstschlages, ausgelöst durch den Start von Sputnik 1 im Oktober 1957.
Als eines Tages einer der Fischer des Ortes im Restaurant von einem riesigen Metallmann berichtet, der ins Meer gefallen sein soll, will ihm zunächst niemand glauben. Nur Hogarth, der gerade seine Mutter um ein Haustier bitten will, ist begeistert von der Geschichte. Als am Abend plötzlich die Fernsehübertragung im Haus der Hughes abbricht, versucht Hogarth der Ursache auf den Grund zu gehen und entdeckt, dass die Antenne verschwunden ist. Nachdem er eine Spur in den Wald hinein verfolgt hat, findet er tatsächlich ein gigantisches, rund 15 Meter großes Wesen aus Metall, das sich gerade am örtlichen Elektrizitätswerk zu schaffen macht. Als sich der Gigant in den Leitungen verheddert und unter Strom gesetzt wird, gelingt Hogarth die Rettung durch Abschalten der Energie. Erstaunt stellt er fest, dass sich der Gigant selbst reparieren kann und trotz seiner imposanten Erscheinung harmlos ist. Es entwickelt sich sogleich eine tiefe Freundschaft zwischen den beiden. Neben seiner Größe stellt der unbändige Hunger des Giganten nach Metall allerdings ein Problem dar, sodass Hogarth ihn zum Schrottplatz von Dean McCoppin bringt, den er zuvor im Restaurant seiner Mutter kennengelernt hat.
Auf dem Schrottplatz kann er den Giganten zunächst versteckt halten. Aber nicht nur vor den Einwohnern von Rockwell müssen sie den Riesen verstecken, auch die Regierung interessiert sich inzwischen für die Vorfälle in Rockwell und schickt den Agenten Kent Mansley, der dem Fall nachgehen soll. Der Agent untersucht die Ereignisse am Kraftwerk, und wenig später einen Zugunfall, der ebenfalls durch den Giganten ausgelöst wurde. Jedoch nimmt er sich der Sache erst ernsthaft an, nachdem sein Wagen zuerst einen gigantischen Abbiss aufweist, und danach verschwindet. Mansley identifiziert zeitgleich die Initialen Hogarth Hughes’ auf einem zuvor am ersten Tatort gefundenen Luftgewehr und vermutet daher eine Verbindung zwischen Hogarth und den Ereignissen; er quartiert sich daraufhin zum Unmut des Jungen im Haus der Hughes ein, die Zimmervermietung anbieten. Der hartnäckige Bundesagent findet schließlich Hogarths Kamera mit einem Foto von ihm und dem Metallwesen, woraufhin er das Militär alarmiert, um die Kreatur zu zerstören. Dean, dem Schrottplatzbesitzer, und Hogarth gelingt es jedoch, den Giganten mit anderen Metallteilen als Kunstwerk zu tarnen. Die Truppen um General Rogard müssen sich wieder zurückziehen. Als Hogarth mit einer Spielzeugpistole hantiert und aus Spaß auf den Giganten richtet, schießt dieser plötzlich zurück. Dean bemerkt, dass es sich dabei um einen Verteidigungsmechanismus handelt, der nur aktiviert wird, wenn die Kreatur bedroht wird.
Der paranoide Mansley, der die Stadt enttäuscht zusammen mit der Armee verlässt, bemerkt nun den vermeintlichen Angreifer in der Stadt. Die Truppen machen kehrt und attackieren nun mit Düsenflugzeugen, Panzern und Schlachtschiffen den Giganten, der mit seiner gewaltigen Feuerkraft das Militär zurückschlagen kann. Der aufgebrachte Agent befiehlt daraufhin zum Entsetzen von Rogard und Dean eigenmächtig den Einsatz einer Atomrakete gegen den Giganten. Dadurch würde Rockwell ausradiert und ein beträchtlicher Teil der Ostküste verseucht, denn der Atomsprengkopf wird auf die derzeitige Position des Giganten abgefeuert. Nachdem Hogarth den Giganten besänftigen konnte, beschließt dieser, sich für die Menschen zu opfern. Er fliegt der Rakete entgegen und kollidiert mit ihr, wodurch beide in einer Explosion zerstört werden. Für den Metallriesen wird daraufhin ein Denkmal in der Stadt aufgestellt, das Dean gebaut hat, der inzwischen mit Hogarths Mutter zusammen ist. Hogarth führt ein normales Leben und hat Freunde. In der letzten Szene des Films bewegen sich die Einzelteile des Giganten von selbst zum Langjökull-Gletscher in Island, um sich dort wieder zusammenzusetzen.

## Synchronsprecher
| Rolle                  | Englischer Sprecher  | Deutscher Sprecher                                                 |
| ---------------------- | -------------------- | ------------------------------------------------------------------ |
| Hogarth Hughes         | Eli Marienthal       | Till Völger                                                        |
| Gigant                 | Vin Diesel           | Jürgen Kluckert                                                    |
| Dean McCoppin          | Harry Connick Jr.    | Johannes Berenz                                                    |
| Annie Hughes           | Jennifer Aniston     | Nadja Reichardt                                                    |
| Kent Mansley           | Christopher McDonald | Bodo Wolf                                                          |
| General Rogard         | John Mahoney         | Hans-Werner Bussinger                                              |
| Earl Stutz             | M. Emmet Walsh       | Klaus Jepsen Stefan Staudinger (neue Szenen der Signature Edition) |
| Vorarbeiter Marv Loach | James Gammon         | Andreas Rüdiger                                                    |

## Rezeption
Der Film wurde von der Kritik überwiegend positiv aufgenommen.
Roger Ebert bezeichnete den Film als „bezaubernd“ und lobte vor allem die Abkehr von bekannten Disney-Mustern mit ihren „niedlichen kleinen Tieren“ und Gesangsnummern. Vielmehr verglich er den Film mit den Werken von Hayao Miyazaki, insbesondere mit Mein Nachbar Totoro, welche ihre Geschichte direkter und einfacher erzählen. Ebert sieht in dem Film eine „politische Parabel“, angesiedelt im Kalten Krieg der 50er Jahre. Daneben beziehe der Film seinen Reiz aus der Geschichte, welche der aus E.T. – Der Außerirdische sehr ähnlich sei.
Das Lexikon des internationalen Films bezeichnet Der Gigant aus dem All als „außergewöhnliche[n] Zeichentrickfilm“. Gelobt wird der sparsame Einsatz von 3D-Animationen und die „sorgfältige“ Gestaltung der Figuren und der Umgebung. Inhaltlich breche der Film mit den gängigen Genrekonventionen, „indem er statt Gewalt als Mittel der Konfliktlösung Freundschaft und Friedfertigkeit akzentuiert und die 50er-Jahre-Hysterie gegen alles Unamerikanische höchst amüsant karikiert.“
Trotz guter Kritiken war der Film kein Erfolg an den Kinokassen und spielte in den USA nur 23.159.305 US-Dollar und im Rest der Welt 8.174.612 US-Dollar und somit weltweit insgesamt 31.333.917 US-Dollar ein, bei einem Budget von 70.000.000 US-Dollar. Als ein Grund dafür gilt, dass der Film von der Produktionsfirma Warner Bros. nur unzureichend vermarktet wurde.

## Auszeichnungen
- Der Film gewann neun Annie Awards 1999 und war für weitere sechs nominiert.
- In der Kategorie Bester Film gewann der Film einen Children's Award 2000 der British Academy of Film and Television Arts.
- Für einen Saturn Award 2000 in der Kategorie Beste DVD-Veröffentlichung erhielt der Film eine Nominierung.
- Die Drehbuchschreiber Brad Bird und Tim McCanlies wurden von der SFWA für einen Nebula Award nominiert.
- In der Kategorie Best Dramatic Presentation wurde der Film für einen Hugo Award 2000 nominiert.